# 현숙희
현숙희(1956년 5월 7일 ~ )는 대한민국의 배우이다.

## 학력
- 서울예술대학 연극과 학사

## 출연 작품

### TV 드라마
- 1991년 KBS 《대추나무 사랑 걸렸네》
- 1995년 MBC 《두 아빠》
- 1997년 MBC 《남자 셋 여자 셋》
- 1998년 MBC 《여자 대 여자》
- 2000년 MBC 《세 친구》
- 2001년 MBC 《결혼의 법칙》
- 2002년 MBC 《내 이름은 공주》
- 2002년 ~ 2003년 SBS 《야인시대》
- 2002년 SBS 《얼음꽃》 - 손님 역
- 2002년 MBC 《맹가네 전성시대》
- 2003년 MBC 《러브레터》
- 2003년 SBS 《연인》
- 2003년 KBS1 《노란 손수건》
- 2003년 KBS2 《진주 목걸이》
- 2004년 KBS2 《낭랑 18세》 - 중매 소개받은 여자 역
- 2004년 EBS 《깡순이》 - 가정부 역
- 2004년 MBC 《왕꽃 선녀님》 - 정수네 가사 도우미 역
- 2004년 SBS 《파리의 연인》 - 태영에게 애기엄마라고 부르는 여자 역
- 2005년 MBC 《제5공화국》 - 손명순 역
- 2005년 KBS2 《장밋빛 인생》 - 간병인 역
- 2005년 ~ 2006년 SBS 《마이걸》 - 오사카에서 공찬의 고모를 아는 여자 역
- 2007년 MBC 《히트》 - 정광호에게 당한 피해자의 가족 역
- 2007년 SBS 《칼잡이 오수정》 - 쥬얼리샵 손님 역
- 2007년 ~ 2008년 MBC 《뉴하트》 - 박재현의 부인 역
- 2008년 MBC 《하얀 거짓말》
- 2009년 KBS2 《꽃보다 남자》 - 어촌마을 주민 2 역
- 2009년 KBS2 《미워도 다시 한 번 2009》
- 2009년 KBS2 《파트너》 - '선우회' 모임의 회원 역
- 2009년 KBS2 《솔약국집 아들들》 - 가사도우미 역
- 2010년 SBS 《산부인과》 - 화장실 청소원 역
- 2010년 SBS 《검사 프린세스》 - 부동산중개업자 역
- 2010년 ~ 2011년 KBS1《웃어라 동해야》 - 김준의 가사도우미집 역
- 2011년 SBS 《신기생뎐》 - 상상속 아다모가 금라라의 집에 아이를 놔두고 간 사람이라 연기해달라고 부탁받는 여자 역
- 2011년 SBS 《49일》 - 슈퍼 주인 역
- 2011년 MBC 《최고의 사랑》 - 헌옷수거함을 뒤지는 독고진에게 한마디 하는 여자 역
- 2011년~2012년 MBC 《애정만만세》 - 죽집 세 받는 여자 역
- 2011년~2012년 KBS2 《오작교 형제들》 - 식당 직원 역
- 2012년 MBC 《신들의 만찬》 - '아리랑'의 이사 역
- 2012년 KBS2 《적도의 남자》 - 소망이발관 사장의 부인 역
- 2012년 MBC 《아이두 아이두》 - 박태강의 집에 사는 여자 역
- 2012년 MBC 《아랑사또전》 - 보쌈 먹는 귀신 역
- 2012년 ~ 2013년 KBS2 《내 딸 서영이》
- 2012년 MBC 《못난이 송편》 - 김주희에게 길을 알려주는 여자 역
- 2013년 MBC 《백년의 유산》 - 화재 사건 피해자의 가족 역
- 2013년 JTBC 《그녀의 신화》 - 영종도 현 집주인 역
- 2014년 OCN 《귀신 보는 형사 처용》 - 교통사고로 쓰러진 할머니 역
- 2014년 MBC 《왔다! 장보리》 - 침선장 역
- 2014년 MBC 《운명처럼 널 사랑해》 - 행사장에 참석한 여자 역
- 2014년 tvN 《연애 말고 결혼》
- 2014년~2015년 MBC 《전설의 마녀》 - 가게 주인 역
- 2014년~2015년 SBS 《미녀의 탄생》 - 가정부 역
- 2016년 MBC 《불어라 미풍아》
- 2016년 tvN 《신데렐라와 네 명의 기사》
- 2017년 KBS2 《이름 없는 여자》 - 정희숙 역
- 2017년 MBC 《돌아온 복단지》 - 보육원 원장 역

### 영화
- 1997년 《산부인과》
- 1997년 《베이비 세일》 - 지현 모 역
- 1999년 《연풍연가》 - 파출부 역
- 1999년 《주유소 습격 사건》 - 포장마차 주인 역
- 2001년 《노랑머리 2》 - 법당 젊은 여자 언니 역
- 2001년 《엽기적인 그녀》 - 그녀 모 역
- 2001년 《와니와 준하》 - 이모 역
- 2001년 《이것이 법이다》 - 김 반장 부인 역
- 2002년 《아프리카》 - 제과점 주인 역
- 2002년 《폰》 - 진희 모 역
- 2002년 《광복절 특사》 - 경순식당 주인 역
- 2003년 《클래식》 - 태수 모 역
- 2003년 《쇼쇼쇼》 - 동룡 모 역
- 2006년 《모노폴리》 - 수녀 역

### 교양
- 2014년 ~ 2016년 TV조선 《이것은 실화다